# Бобров, Пётр Михайлович
Пётр Михайлович Бобров — советский хозяйственный, государственный и политический деятель, Герой Социалистического Труда.

## Биография
Родился в 1920 году в деревне Богдановка. Член КПСС с 1942 года.
С 1937 года — на хозяйственной, общественной и политической работе. В 1937—1976 гг. — металлург на Красноуральском медеплавильном заводе, участник Великой Отечественной войны, ответственный секретарь бюро ВЛКСМ 668-го артиллерийского полка, парторг дивизиона 668-го артиллерийского полка 217-й стрелковой дивизии в составе Западного , 2-го Прибалтийского и 1-го Белорусского фронтов, заместитель директора Побединской машинно-тракторной станции, секретарь Нестеровского райкома ВКП(б) по зоне МТС, председатель колхоза имени Чапаева, колхоза «Дружба» Нестеровского района, первый секретарь Нестеровского райкома КПСС Калининградской области.
Указом Президиума Верховного Совета СССР от 8 апреля 1971 года присвоено звание Героя Социалистического Труда с вручением ордена Ленина и золотой медали «Серп и Молот».
Делегат XXIV съезда КПСС.
Умер в Калининграде в 1987 году.